# 道勘山1号墳
道勘山1号墳（どうかんやまいちごうふん）は、京都府福知山市牧にある古墳。形状は円墳。道勘山古墳群を構成する古墳の1つ。史跡指定はされていない。

## 概要
京都府北西部、由良川支流の牧川の下流の扇状地奥の丘陵上に築造された古墳である。丘陵稜線上には古墳4基が築造されて道勘山古墳群を形成しており、本古墳はそのうち最大規模になる。
墳形は円形で、直径18.9メートル・高さ約3.6メートルを測る。埋葬施設は両袖式の横穴式石室で、南西方向に開口する。玄室の幅に対して天井が高い点で特徴を示す石室になる。石室内からは金銅装大刀2・金環・玉類・須恵器などが出土したというが、現在では失われており詳らかでない。
築造時期は、古墳時代後期-終末期の6世紀末-7世紀初頭頃と推定される。一帯は大型の横穴式石室墳が集中して分布する地域であり、そのうち本古墳は牧正一古墳・弁財1号墳に続く有力首長墓と推定される。

## 埋葬施設

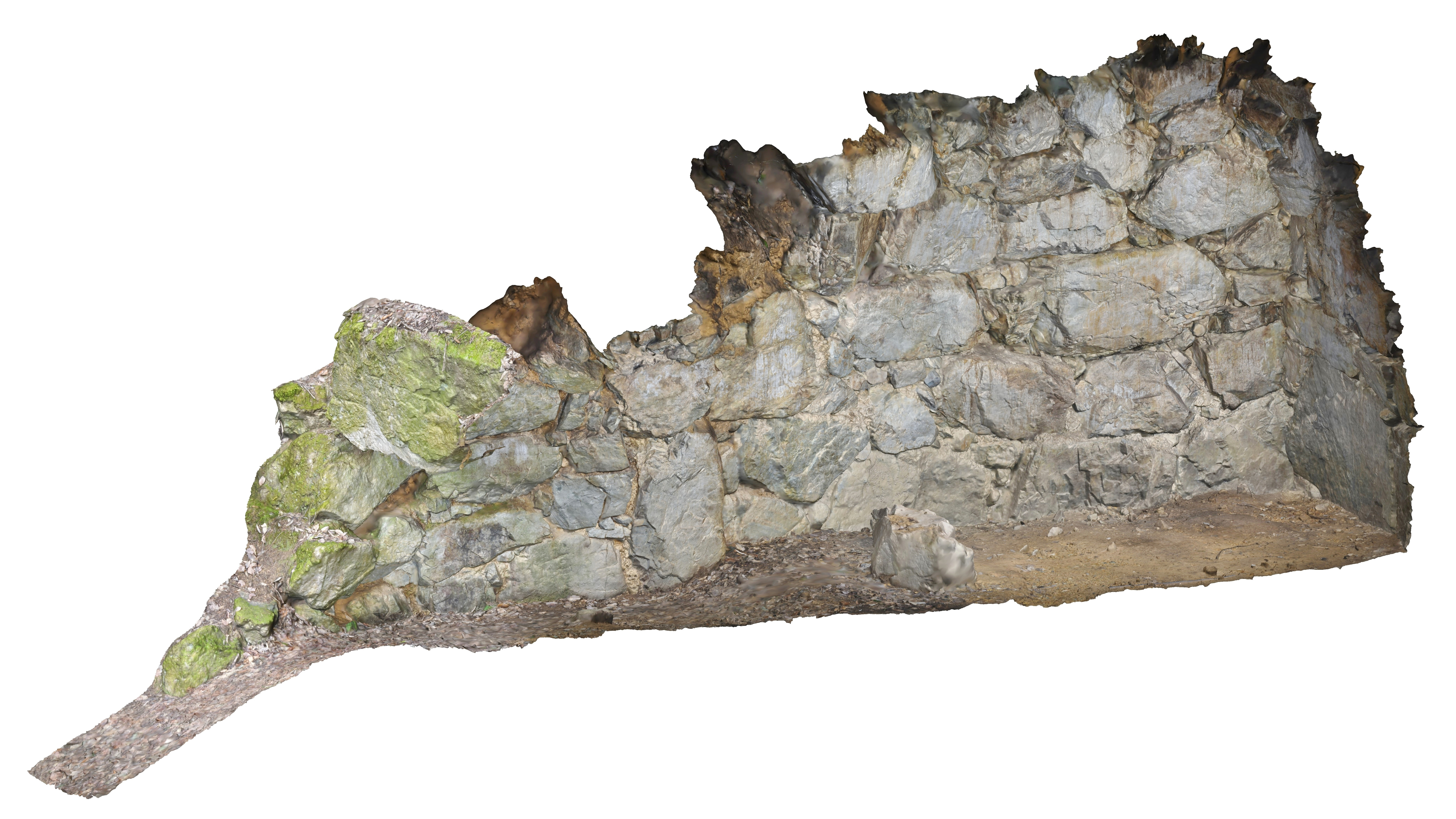
石室俯瞰図

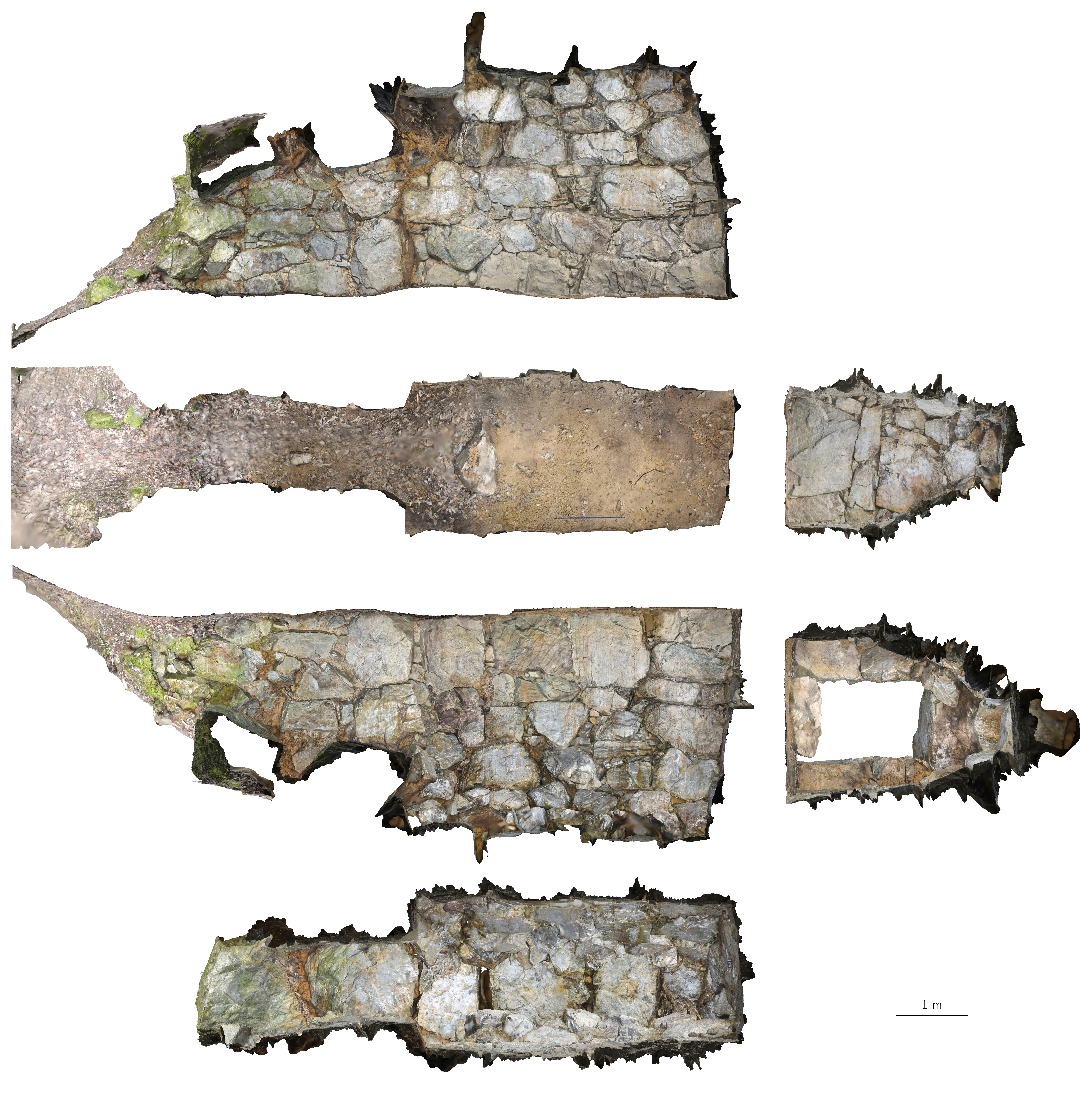
石室展開図

埋葬施設としては両袖式横穴式石室が構築されており、南西方向に開口する。石室の規模は次の通り。
- 石室全長：8.4メートル
- 玄室：長さ4.5メートル、幅2.0メートル、高さ3.3メートル
- 羨道：長さ3.9メートル、幅1.3メートル、高さ1.9メートル

玄室は、幅に対して天井が高い形態である。玄室の奥壁では、大型の石材を縦に置いて基底石として、2段目は小型石材2石の横積み、3段目は大型石材の縦積み、4段目以上は小型石材の横積みとし、2段目からやや持ち送る。玄室の側壁では、やや大型の石を縦に置いて基底石として、2段目以上は小型石材の横積みとし、奥壁に比べて持ち送りが強い。玄室の天井石は4枚。羨道の側壁は、玄室の側壁と同様に横積みとして、間に小石を詰める。
石室内からは、金銅装大刀2（1は単龍・単鳳環頭大刀か、1は足金具を持つ大刀か）のほか、金環・玉類・須恵器などが出土したというが、いずれも現在では失われている。

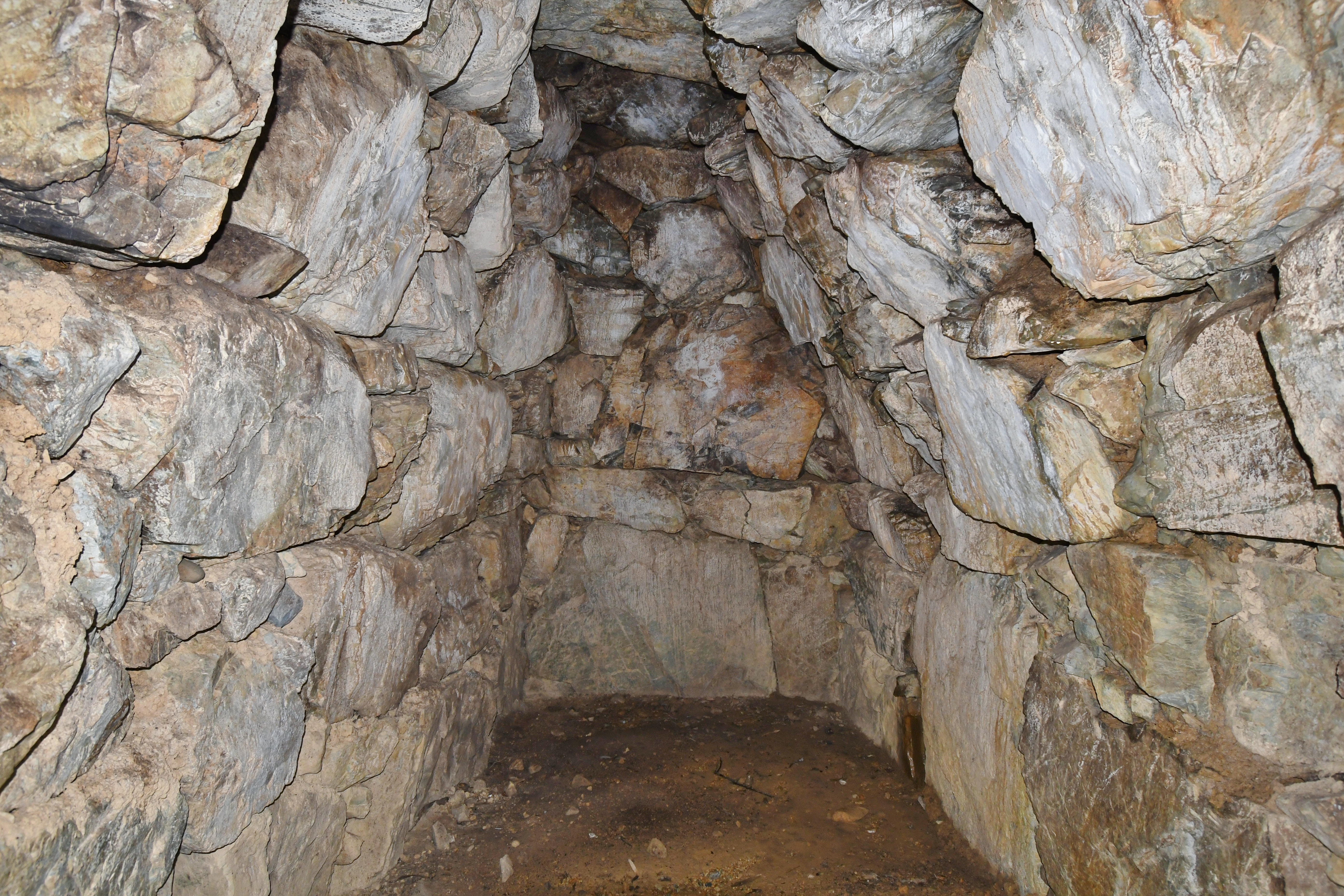
玄室（奥壁方向）
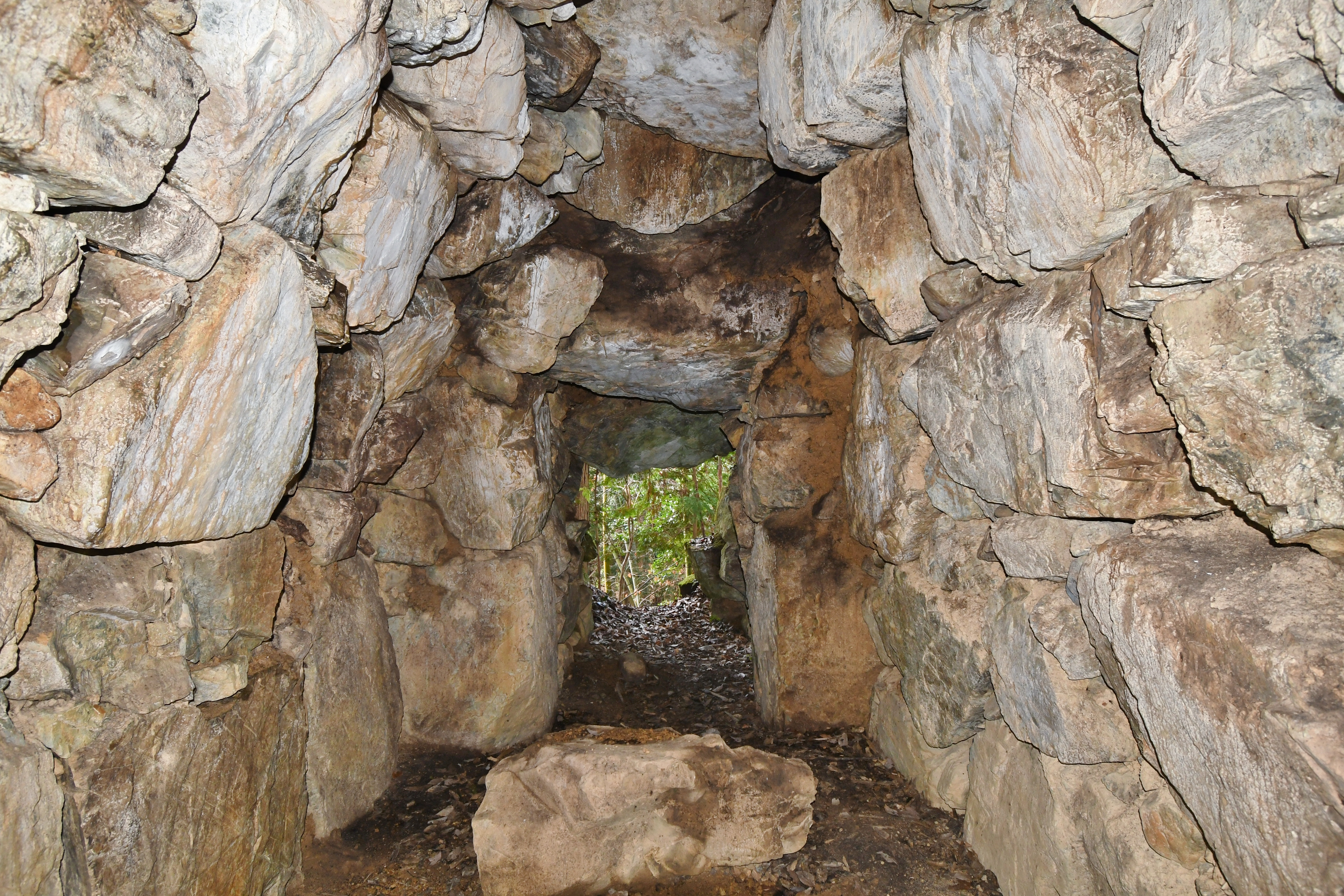
玄室（開口部方向）
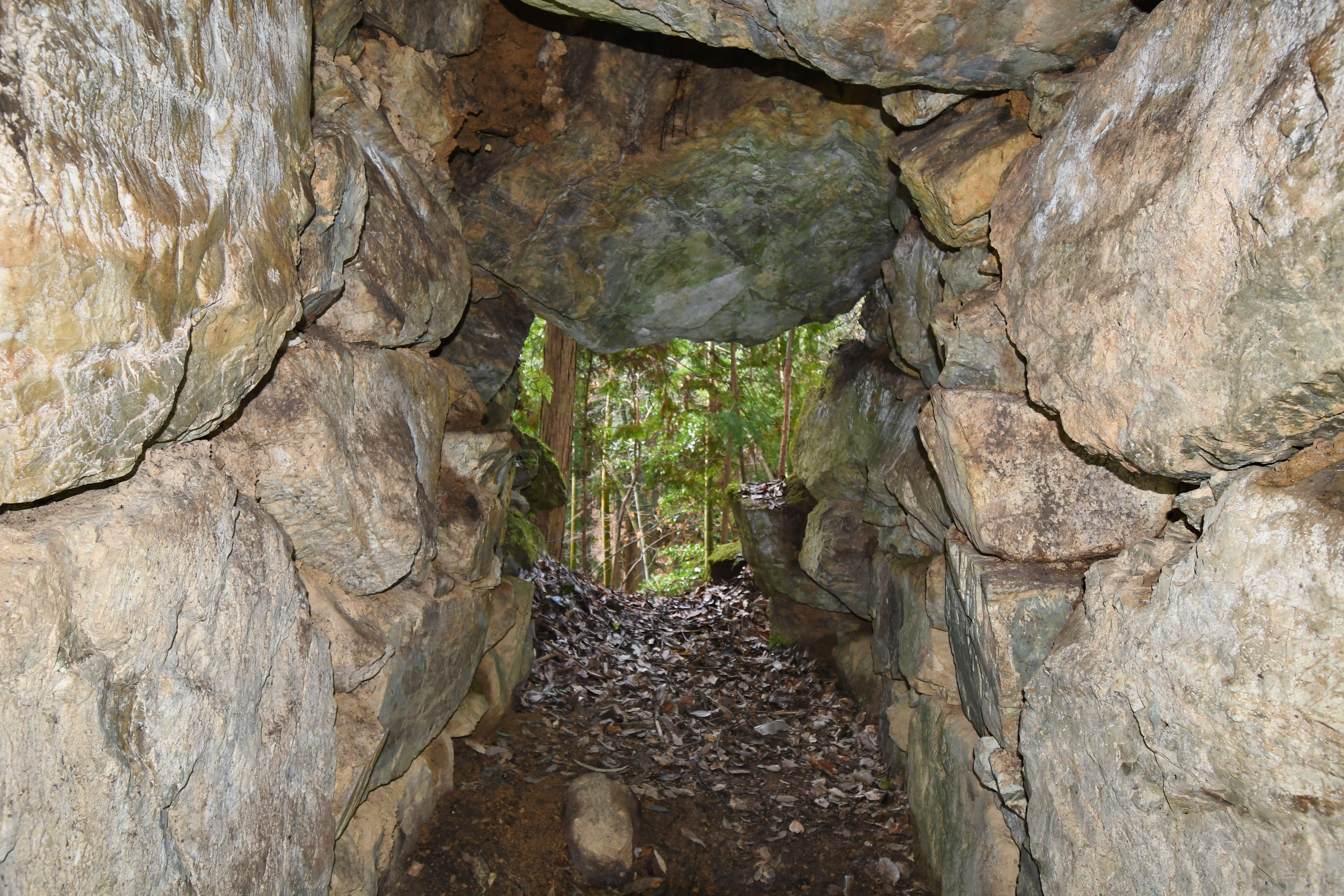
羨道（開口部方向）
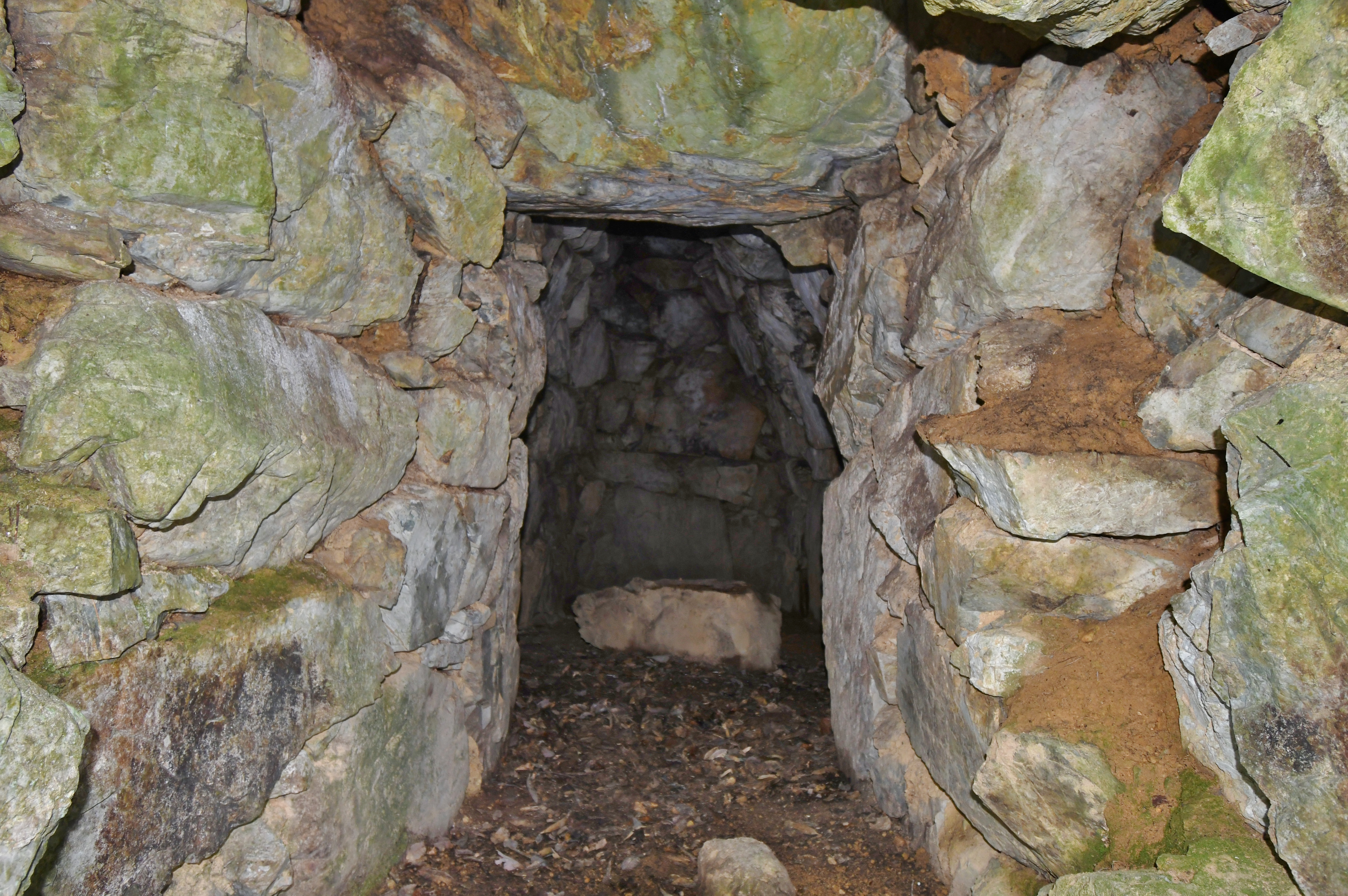
羨道（玄室方向）
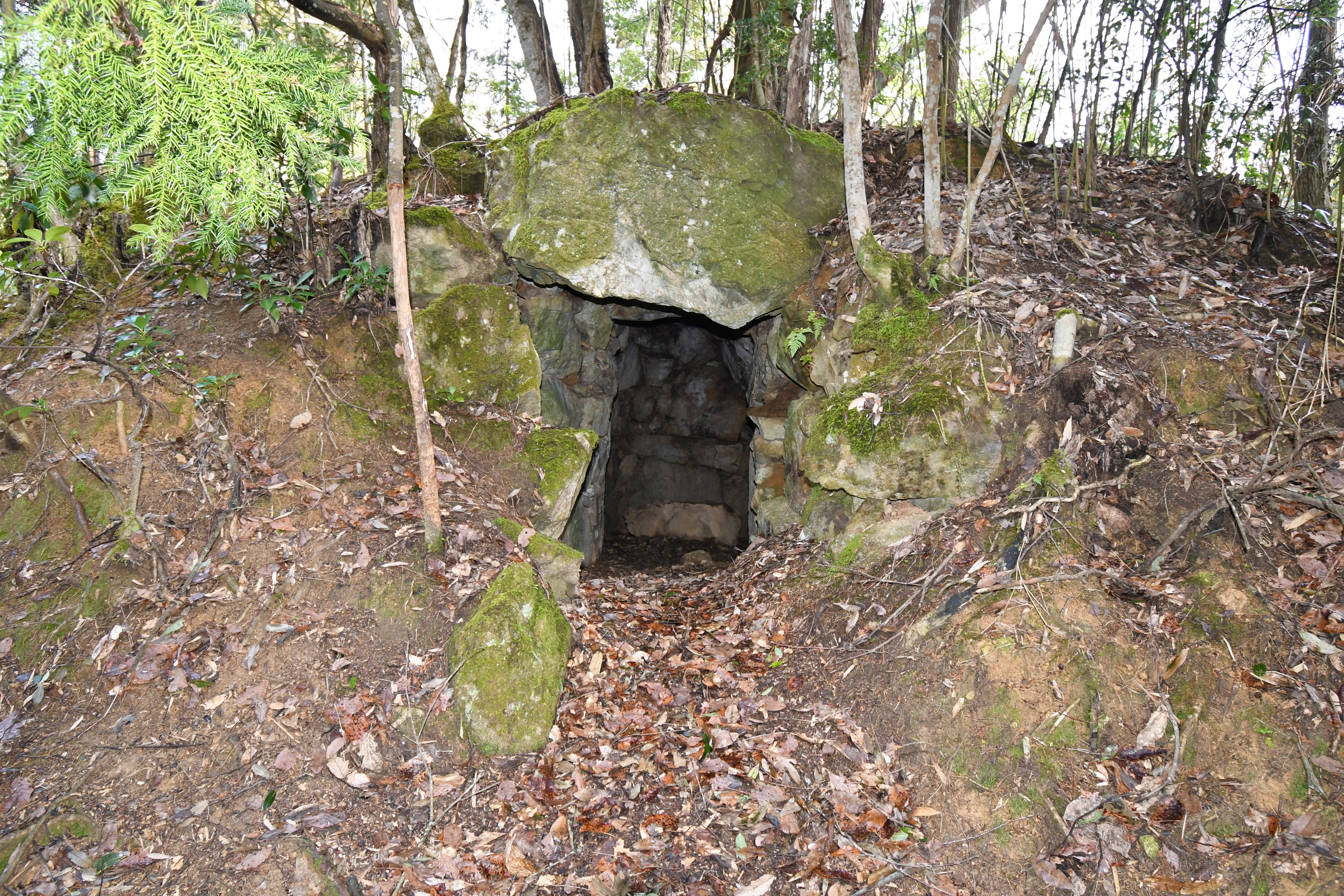
開口部

## 関連文献
（記事執筆に使用していない関連文献）
- 『丹波の古墳I -由良川流域の古墳-』山城考古学研究会、1983年。